# Gheorghe Popovici (pap)
Gheorghe Popovici (néhol magyarul: Popovici vagy Popoviciu György; Klicsó (Krassó-Szörény megye), 1862. március 25. – Lugos, 1927. december 27.) teológiai doktor, görögkeleti román esperes.

## Élete
Gimnáziumi tanulmányait Lugoson, a teológiát a csernovitzi fakultáson végezte, ahol 1886-ban doktori fokot nyert; azután 1885-86-ban a bécsi egyetemen folytatta teológiai tanulmányait. 1886-87-ben a karánsebesi szeminárium tanára volt, 1887-ben itt szentelték lelkésszé. 1887 őszén Lugosra görögkeleti esperessé választották. A karánsebesi egyházi gyűlés és a karánsebesi szentszék, valamint a görögkeleti román kongresszus és a nagyszebeni érseki szentszék tagja volt. 
Történelmi, teológiai és irodalmi munkásságáért 1909-ben a Román Akadémia levelező tagjává választották. 
Politikai téren is tevékeny működést fejtett ki. Minden fontosabb román nemzetiségi akcióban részt vett és a nagyszebeni Comitetul nationalnak alelnöke, valamint a lugosi román klubnak elnöke és minden román közművelődési társulatnak tagja volt. 1905-ben és 1906-ban a lugosi kerületben jelölték képviselőnek román nemzetiségi programmal, de csak 1906-ban jutott be a magyar Országgyűlésbe, és 1910-ig volt képviselő. 1918 után a román parlament szenátora és a szenátus alelnöke volt.
Neje Elena Ianculescu, akitől hat gyermeke született.
Több cikket írt a román lapokba (Candela, Foaia Diecezană, Luminătorul, Drapelul). 

## Munkái
- Cuvântări bisericeşti. (Egyházi beszédek) Karánsebes, 1898.
- Religiunea şi stiinţa. Karánsebes, 1899.
- Uniunea românilor din Transilvania cu Biserica romano-catolică sub împăratul Leopold I. (Az egyházi unióról) Lugos, 1901.
- Istoria românilor bănăţeni. (A bánsági románok története) Budapest, 1904.